# Т-41
Т-41 — радянський легкий плавучий танк.

## Історія створення
Проектувальні роботи почалися в лютому-березні 1932 під керівництвом Н. Козирєва на 2-му заводі Всесоюзного автотракторного об'єднання (ВАТО) в Москві. В основу проекту було покладено конструкцію аналогічного англійської танка (про який був відомий лише факт його розробки) та англійського трактора (вивченого ретельно та частково скопійованого).
На початку липня 1932 дослідний екземпляр був переданий на випробування. Після заводських пробігів та усунення виявлених недоліків, машина була передана для подальших випробувань в Кубинку. У результаті випробувань, які тривали з 2 серпня по 29 вересня 1932 року, було зроблено висновок, що машина в такому вигляді не може бути використана як бойова, і напрям її на військові випробування було визнано недоцільним.
За результатами випробувань КБ 2-го заводу ВАТО розробило другий варіант Т-41 («Т-41 серійний»). Зміни були внесені в конструкцію корпусу, оглядові прилади механіка-водія, гребного гвинта та приводу гребного гвинта, а також керма. Незважаючи на зниження маси танка до 2,95 тонн, його бойові якості залишилися незадовільними.
Новий варіант танка був випущений в першій половині 1933 малою серією в 12 екземплярів.

## Історія використання
Доля більшості машин невідома, хоча є навіть фотографії цих машин на парадах. 2 машини використовувалися в МВО, в 2-й Повітряно-десантній бригаді. Там до 1946 року один танк використовувався в ВДВ.

## Конструкція

### Корпус
Клепано-зварний з бронелистів товщиною 4-9 мм на каркасі з сталевих куточків. Стики бронелистів герметизовані гумовими прокладками. Від бортових поплавців конструктори відмовилися, надавши замість цього максимальну плавучість корпусу танка, що збільшило його висоту та покриваючу площу.

### Башта
Кругла, на кульковому погоні, зміщена до правого борту. У лобовій частині встановлювався напівкруглий обертовий щиток, що дозволяв повертати кулемет на 33 ° по горизонталі і 24 ° по вертикалі без повороту башти.

### Ходова частина татрансмісія
Танк був здатний плавати зі швидкістю 4 км/год (2-3 проти течії) та пересуватися по суші зі швидкістю до 42 км/год. Відносився до малих танків. Вага — 3 тонни, екіпаж — 2 особи, озброєння — 1 кулемет.